# Hector-Kunstpreis
Der H.W. & J. Hector-Kunstpreis der Kunsthalle Mannheim, kurz Hectorpreis, ist ein deutscher Kunst-Wettbewerbspreis. Er wird seit 1997 alle drei Jahre von der Kunsthalle Mannheim und der H. W. & J. Hector-Stiftung ausgeschrieben.

## Hintergrund
Mit dem Hector-Preis und den gleichzeitig vergebenen Hector-Förderpreisen knüpfen die Stifter an den 1959 bis 1973 vergebenen Kunstpreis der Jugend Baden-Württemberg und den Wettbewerb Forum Junger Kunst an. Äußerer Anlass für die Neustiftung war der 90. Jahrestag der Gründung der Mannheimer Kunsthalle. Dem Sammlungsschwerpunkt der Kunsthalle entsprechend ehrt und fördert der Preis Künstler, die im dreidimensionalen Bereich der Bildhauerei, Objektkunst und Rauminstallation arbeiten.
Voraussetzung für den Kunstpreis sind ein Alter bis höchstens 35 Jahre und ein Wohnsitz in Deutschland.
Preis und Förderpreis sind mit insgesamt 40.000 Euro dotiert (Stand 2009); mit dem Preisgeld sind Ankäufe für die Kunsthalle Mannheim verbunden. Die Preisträger und die Kandidaten aus der engeren Wahl des Förderpreises werden im Rahmen von Ausstellungen in der Kunsthalle gewürdigt. 
2009 und 2012 wurde der als Förderpreis für junge Künstler gegründete Hector-Preis durch einen Kunstpreis für einen bereits etablierten Künstler erweitert. 2015 führt der Umbau der Kunsthalle zu einer verkleinerten Ausstellungsfläche. In dieser besonderen Situation beschränkt und konzentriert sich der Preis auf sein Kernstück: die Ehrung einer jungen künstlerischen Position, die mit einer Präsentation im Museum unterstützt wird. 
Das Auswahlverfahren ging 2015 auf die Anfänge des Hector-Preises in den 90er Jahren zurück: Wie damals gab es auch 2014/15 eine Findungskommission aus Kunsthochschulprofessoren, Kuratoren und Kunstkritikern, die jeweils einen Vorschlag einreichen konnten. Aus dieser Gruppe kürte die Jury den Preisträger.
Nach 2015 erfolgte die nächste Verleihung erst für das Jahr 2019 als Hectorpreis mit einer Dotierung von 10.000 Euro lt. offizieller Website bzw. von 20.000 Euro lt. anderweitiger Veröffentlichung.

## Hauptpreisträger
- 1997: Martin Schmidt
- 2000: Florian Slotawa
- 2003: Gunda Förster
- 2006: Albrecht Schäfer
- 2009: Kunstpreis:Tobias Rehberger, Förderpreis: Benjamin Appel
- 2012: Kunstpreis: Nairy Baghramian, Förderpreis: Hannes Broecker
- 2015: Alicja Kwade
- 2019: Hiwa K
- 2022: Anna Uddenberg